# Mukut Parbat
Mukut Parbat – szczyt w Himalajach. Leży w stanie Uttarakhand, w Indiach, blisko granicy z Chinami. Mukut Parbat jest 97. szczytem Ziemi. Należy do grupy górskiej, w której inne ważne szczyty to: Mana, Kamet, Abi Gamin i Nanda Devi.
Pierwszego wejścia na szczyt dokonali: Harold Earle Riddiford, F. M. Cotter i Pasang Dawa Lama 12 sierpnia 1937 r.